# Hutě (Svojanov)

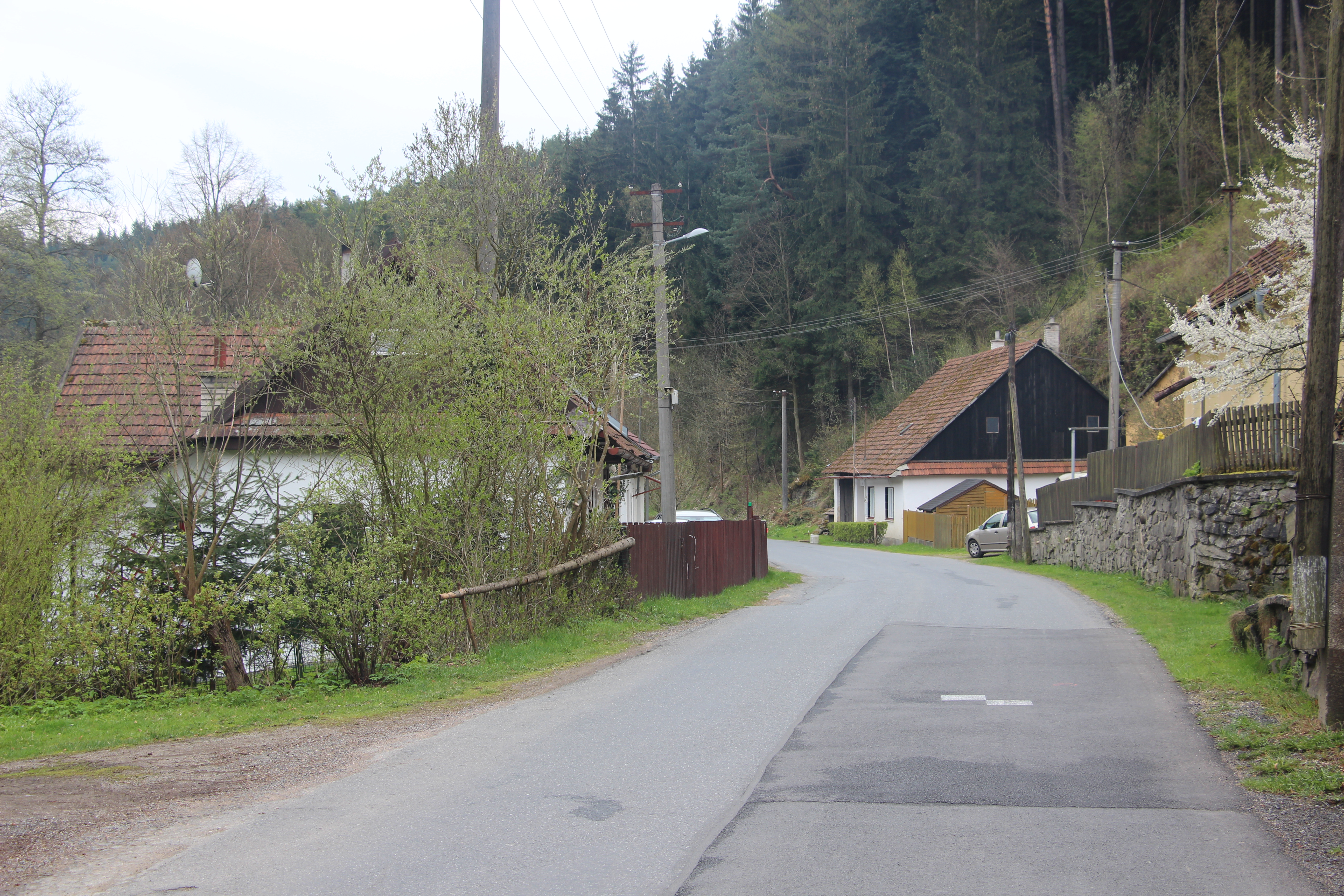
Ortsansicht von Osten

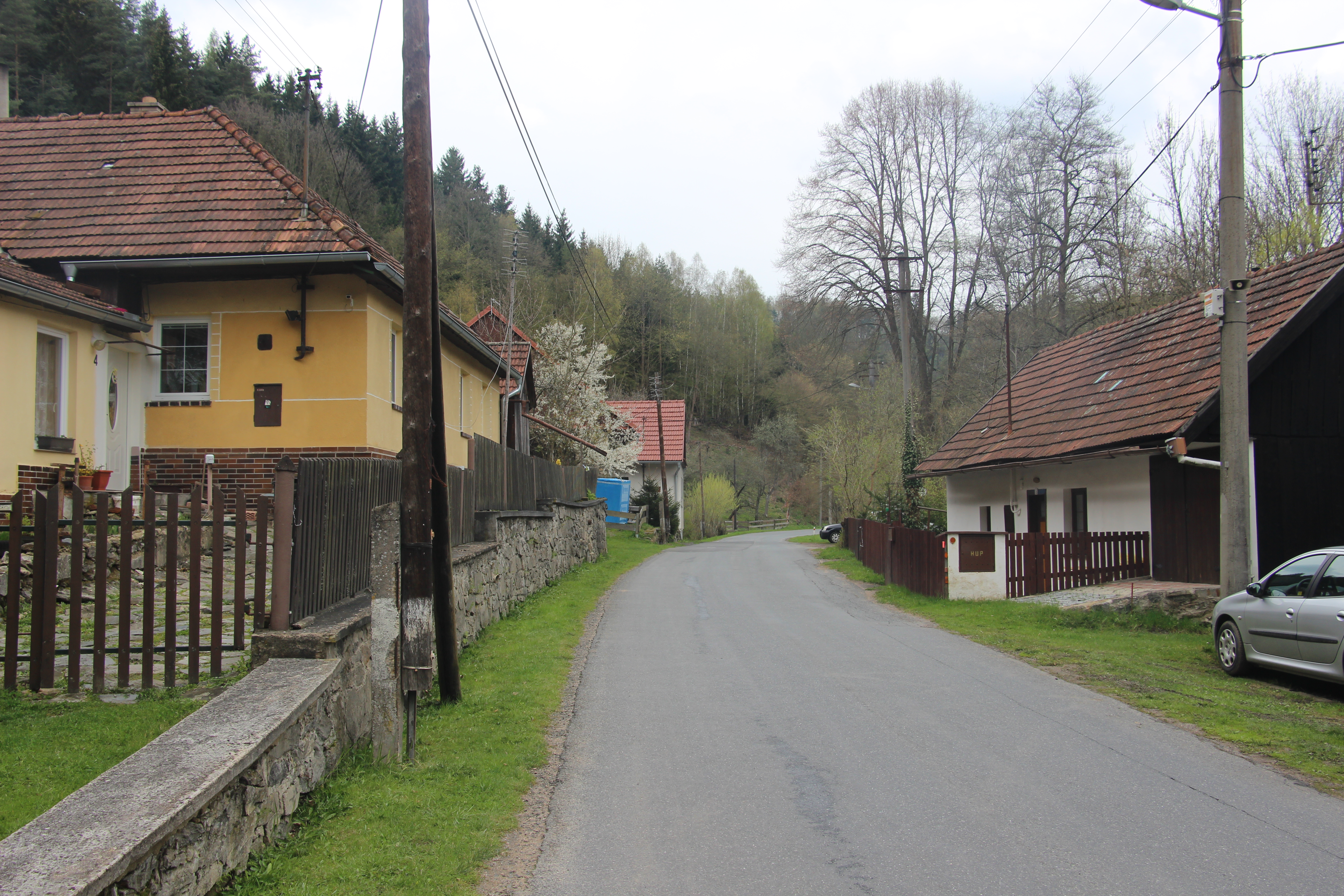
Ortsansicht von Westen

Hutě (deutsch Hutti, 1939–45 Hütten)  ist ein Ortsteil der Minderstadt Svojanov in Tschechien. Er liegt vier Kilometer südöstlich von Svojanov und gehört zum Okres Svitavy. 

## Geographie
Der Weiler Hutě befindet sich am Übergang zwischen der Hornosvratecká vrchovina (Bergland der oberen Swratka) und der Svitavská pahorkatina (Zwittauer Hügelland) zwischen den Einmündungen der Bäche Jezdina, Lhotský potok und Roudník im Tal der Křetínka. Nordöstlich erhebt sich der Ducháčkův vrch (528 m. n.m.) und im Süden der Svobodník (557 m. n.m.). Durch den Ort führt die Staatsstraße II/364 zwischen Letovice und Bystré. Hutě liegt im Naturpark Údolí Křetínky. Östlich verlief die historische Landesgrenze Böhmens zu Mähren, die nach Süden hin durch den Lauf des Roudník fixiert war.
Nachbarorte sind Vítějeves im Nordosten, Bohuňov und Svobodníky im Osten, Horní Poříčí im Südosten, Veselka und Jobova Lhota im Süden, Kněževes und Trpín im Südwesten, Dolní Lhota im Westen sowie Na Rožince und Studenec im Nordwesten.

## Geschichte
Hutě wurde wahrscheinlich im 13. Jahrhundert gegründet.
Die erste schriftliche Erwähnung des Dorfes erfolgte 1557, als sich nach dem Tod des Václav Žehušický von Nestajov auf Svojanov dessen zwei Söhne das Erbe teilten. Hertvík übernahm die Burg Svojanov mit dem Städtchen Svojanov sowie den zugehörigen Dörfern, darunter Hutě, Kněževes, Studenec, Lhota Přední und Lhota Zadní, sein jüngerer Bruder Jan erhielt die Herrschaft Korouhev. Lange Zeit bestand der ganze Ort nur aus einer Mühle und einem Gehöft. Seit dem Anfang des 18. Jahrhunderts war die Mühle im Besitz der Familie Ehrenberger. Im Jahre 1789 gab es zwei Anwesen in Hutti. Nachdem zu Beginn des 19. Jahrhunderts in der Umgebung von Hutti bis zu zwölf Meter mächtige Graphitlager entdeckt worden waren, errichtete Rüdiger von Stillfried und Rathenitz im Jahre 1820 auf der Burg Svojanov eine k.k. privilegierte Graphitgeschirr- und Öfenfabrik, des Weiteren bestand in Předměstí eine Graphitstampfe. Hauptsächlich wurde der Graphit bei Hutti abgebaut, aber auch bei Jobowa Lhota wurden einige kleine Graphitbergwerke betrieben. Nach dem Tode von Rüdiger von Stillfried und Rathenitz verkauften Anna und Agatha von Stillfried und Rathenitz das Gut Swojanow 1833 an Fabian und Magdalena Neswadba.
Im Jahre 1835 bestand die im Chrudimer Kreis am Swojanower Bach in einem bewaldeten felsigen Tal gelegene Siedlung Hutti aus einem Haus und einer Mühle mit insgesamt 16 tschechischsprachigen Einwohnern. Im Ort bestand eine Graphitgrube. Pfarr-, Schul- und Amtsort war Swojanow. Die Graphitgeschirr- und Öfenfabrik auf der Burg Svojanov stellte 1842 ihren Betrieb ein. Der beste Graphit wurde zur Verarbeitung zu Kunstgegenständen in Fässern nach England exportiert. Bis zur Mitte des 19. Jahrhunderts blieb Hutti dem Allodialgut Swojanow untertänig.
Nach der Aufhebung der Patrimonialherrschaften bildete Hutě / Hutti ab 1849 einen 
Ortsteil der Marktgemeinde Svojanov / Swojanow im Gerichtsbezirk Polička. Zu dieser Zeit war ein drittes Haus hinzugekommen und die Einwohnerzahl auf 24 angewachsen. Ab 1868 gehörte Hutě zum Bezirk Polička. 1869 hatte Hutě 46 Einwohner und bestand aus sechs Häusern. In den 1870er Jahren wurde das Dorf Teil der neu gebildeten Gemeinde Předměstí. Im Jahre 1900 lebten in dem Dorf 84 Personen, 1910 waren es 86. Nach dem Ersten Weltkrieg zerfiel der Vielvölkerstaat Österreich-Ungarn, das Dorf wurde 1918 Teil der neu gebildeten Tschechoslowakischen Republik. Beim Zensus von 1921 lebten in den 13 Häusern von Hutě 76 Personen, davon 74 Tschechen. 1930 lebten in den 13 Häusern von Hutě 68 Menschen. Von 1939 bis 1945 gehörte Hutě / Hütten zum Protektorat Böhmen und Mähren. 1950 lebten nur noch 32 Menschen in Hutě. Im Zuge der Gebietsreform von 1960 erfolgte die Aufhebung des Okres Polička; Hutě wurde dabei dem Okres Svitavy zugeordnet. Im 1. April 1976 wurde Hutě zusammen mit Předměstí nach Svojanov eingemeindet. Zwischen 1979 und 1983 errichteten die Bewohner von Jobova Lhota in Eigenleistung einen Fahrweg durch das Tal des Lhotský potok nach Hutě, womit ihr Dorf einen Anschluss an die durch das Křetínkatal führende Staatsstraße erhielt. Beim Zensus von 2001 lebten in den 11 Häusern von Hutě 19 Personen.

## Ortsgliederung
Hutě ist Teil des Katastralbezirkes Předměstí.

## Sehenswürdigkeiten
- Reste von Stollen aus der Zeit des Graphitbergbaus